# Arthur Rubinstein

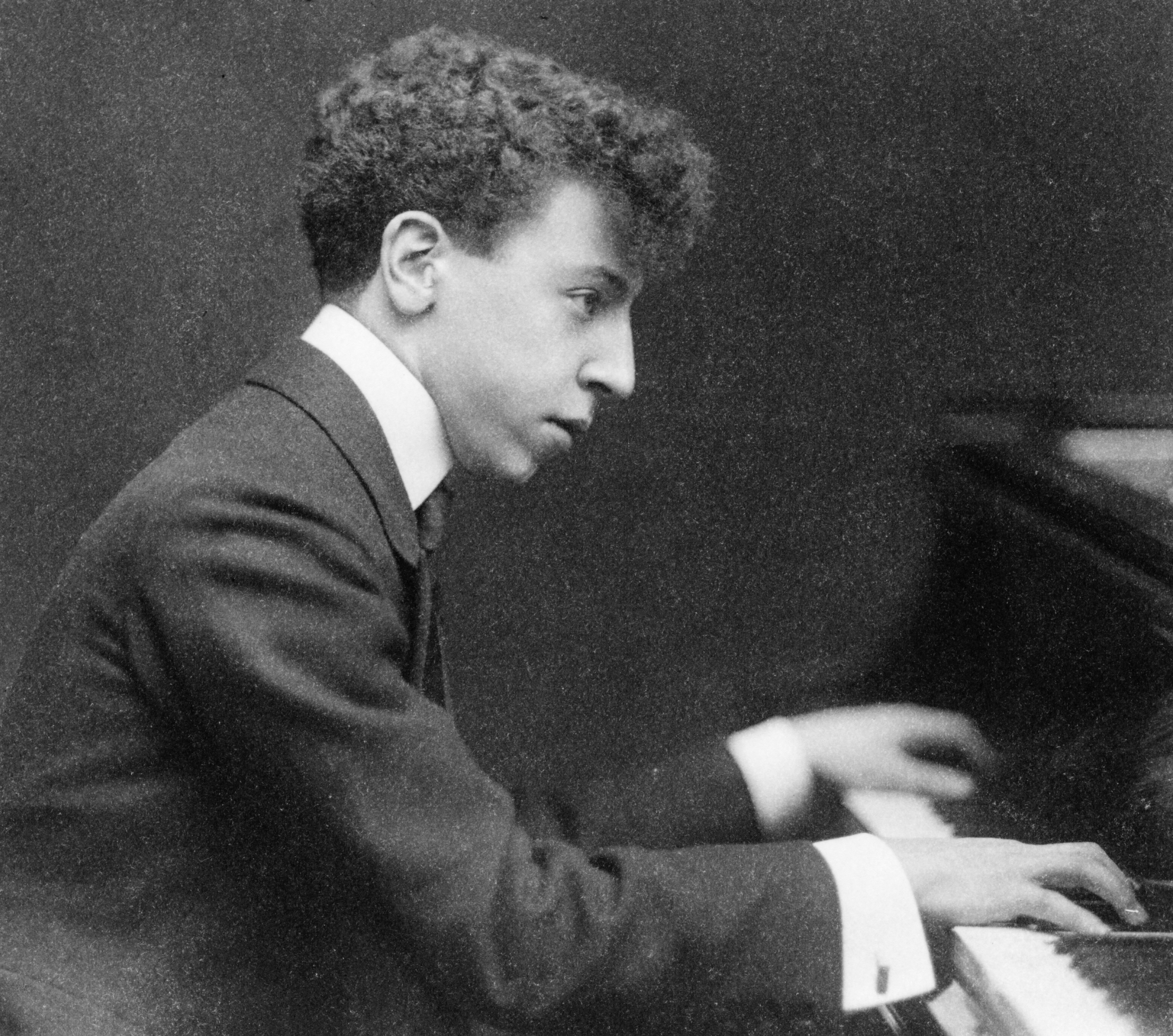
Rubinstein 1906-ban

Arthur Rubinstein (születési neve Artur Rubinstein) (Łódź, 1887. január 28. – Genf, 1982. december 20.) többszörös Grammy-díjas lengyelországi zsidó származású amerikai zongoraművész.
Frédéric Chopin műveinek legjelentősebb 20. századi előadója.

## Élete
Hároméves korában (1890) kezdett el zongorázni. Nyolcévesen felvették a varsói konzervatóriumba, ahol Ignacy Jan Paderewski növendéke volt. 1897-ben meghallgatta őt Joachim József, aki a későbbiekben felügyelte zenei pályafutását. 1900-tól Berlinben tanult, majd 1903-ban már a Berlini Filharmonikus Zenekarral lépett fel. Egy évvel később Párizsba utazott, ahol megismerkedett Maurice Ravellel és Paul Dukas-val. A fiatal virtuóz 1906-ban mutatkozott be Amerikában.
Az első világháború idején a nyolc nyelven beszélő Rubinstein Londonban szolgált tolmácsként, itt 1912-es bemutatkozásakor Pablo Casals volt a partnere. A következő években Spanyolországban valamint Dél-Amerikában turnézott.
1932-ben megnősült, egy híres lengyel karmester nála húsz évvel fiatalabb lányát vette el. Első gyermekének megszületése után vidékre költözött és napi 12-16 órát gyakorolt.
1937-ben a New York-i Carnegie Hallban lépett fel, és zseniként ünnepelték. Rubinstein a fasizmus fenyegetése miatt nem tért haza, hanem Los Angelesben telepedett le családjával. 1946-ban megkapta az amerikai állampolgárságot, a második világháború után hosszú ideig megtagadta a fellépést Németországban, előadásaival pedig Izraelt támogatta.
1976-ban vonult vissza, de akkor is csak a koncertezéstől, teljesen megvakulva is világszerte oktatott, előadásokat tartott. Önéletrajzát 1970-ben fejezte be, 1976-ban egy fiatalabb nő kedvéért elhagyta feleségét.
Három gyermeke közül Eva (1933–) fotóművész, Paul (1935–) író, John (1946–) színész, rendező, zeneszerző lett. 
95 éves korában, 1982. december 20-án hunyt el Genfben, hamvait egy róla elnevezett Jeruzsálemhez közeli erdőben temették el.

## Zenei jellemzése
Rubinstein kiváló partner volt a kamarazenében is, a legnagyobb hegedűsökkel, vonósnégyesekkel játszott együtt. Romantikus zongoristaként lett ismert, saját bevallása szerint is szívből játszott, az érzelmeket akarta kifejezni. Lemezre vették vele Frédéric Chopin teljes életművét, a kiadás ma is alapműnek számít. Ő népszerűsítette elsőként a spanyol és dél-amerikai, továbbá a maguk korában „modernnek" tartott, mára klasszikussá szelídült francia komponisták (Debussy, Dukas, Ravel) szerzeményeit. Rendkívüli emlékezetéről csodákat meséltek: szinte egész repertoárját fejből tudta. Emlékiratai szerint egyszer Franck Szimfonikus variációk című művét a koncertre tartva, vonaton tanulta meg, zongorán csak a fellépésen játszotta először.

## Emlékezete
- Izraelben 1974 óta rendezik meg a nevét viselő zongoraversenyt.
- Szülővárosában hangversenytermet neveztek el róla.

## Díjai, jelölései
- Emmy-díj jelölés (1975, 1976, 1977)